# Krzysztof Zapała
Krzysztof Zapała (* 11. Februar 1982 in Nowy Targ) ist ein polnischer Eishockeyspieler.

## Karriere

### Club
Krzysztof Zapała begann seine Karriere in seiner Heimatstadt bei Podhale Nowy Targ. Für den polnischen Rekordmeister stand er mehr als 350 Mal in der Ekstraliga auf dem Eis. 2007 und 2010 wurde er mit den Kleinpolen Landesmeister, 2004 und 2005 gewann er den Pokalwettbewerb und 2004 die multinationale Interliga. 2010 wechselte er zum KH Sanok in das Karpatenvorland. Dort wurde er 2011 und 2012 Pokalsieger und 2012 auch polnischer Meister. Im Pokalendspiel der Saison 2011/12 verwandelte er den entscheidenden Penalty zum 3:2-Erfolg gegen Aksam Unia Oświęcim. 2013 wechselte Zapała zum Aufsteiger KTH Krynica, den er aber bereits im Spätherbst desselben Jahres wieder verließ, um zum KH Sanok zurückzukehren, mit dem er 2014 erneut polnischer Meister wurde. 2015 kehrte er zu seinem Stammverein in seine Geburtsstadt zurück.

### International
Für Polen nahm Zapała im Juniorenbereich an der U18-B-Weltmeisterschaft 2000 sowie den Division-I-Turnieren der U20-Weltmeisterschaften 2001 und 2002 teil.
Im Seniorenbereich stand der Stürmer im Aufgebot seines Landes bei den Weltmeisterschaften der Division I 2008, 2009, 2011, 2012, 2013, 2014, als er als bester Vorlagengeber des Turniers maßgeblich zum Aufstieg der Polen in die A-Gruppe der Division I beitrug, 2015, 2016, als er erneut bester Vorbereiter war, 2017 und 2018. Zudem spielte er für Polen bei der Olympiaqualifikation für die Spiele in Vancouver 2010, die Spiele in Sotschi 2014 und die Spiele in Pyeongchang 2018, als sein Treffer zum 1:0 im Penaltyschießen gegen Ungarn den Polen die Tür zur zweiten Qualifikationsrunde öffnete.

## Erfolge und Auszeichnungen
- 2004 Polnischer Pokalsieger mit Podhale Nowy Targ
- 2004 Gewinn der Interliga mit Podhale Nowy Targ
- 2005 Polnischer Pokalsieger mit Podhale Nowy Targ
- 2007 Polnischer Meister mit Podhale Nowy Targ
- 2010 Polnischer Meister mit Podhale Nowy Targ
- 2011 Polnischer Pokalsieger mit dem KH Sanok
- 2012 Polnischer Meister mit dem KH Sanok
- 2012 Polnischer Pokalsieger mit dem KH Sanok
- 2014 Aufstieg in die Division I, Gruppe A, bei der Weltmeisterschaft der Division I, Gruppe B
- 2014 Bester Vorlagengeber bei der Weltmeisterschaft der Division I, Gruppe B
- 2014 Polnischer Meister mit dem KH Sanok
- 2016 Bester Vorlagengeber bei der Weltmeisterschaft der Division I, Gruppe A

## Ekstraliga-Statistik
(Stand: Ende der Spielzeit 2017/18)